# カタレプシー
カタレプシー（catalepsy）とは、受動的にとらされた姿勢を保ち続け、自分の意思で変えようとしない状態である。強硬症（強梗症）、蝋屈症とも呼ばれる。緊張病症候群の一つで、意欲障害に基づくもの。

## 原因
カタレプシーは、神経障害症状、パーキンソン病、てんかんや統合失調症と関連づけられているが、いまだ真相は不明である。カタトニア（緊張病）の症状の一つとされる。また抗精神薬を含む複数の薬物の過剰摂取から、惹き起こされることが、実例、またラットの実験からも報告されている。（Google scholorで多数の論文が参照可能）。